# Trepan

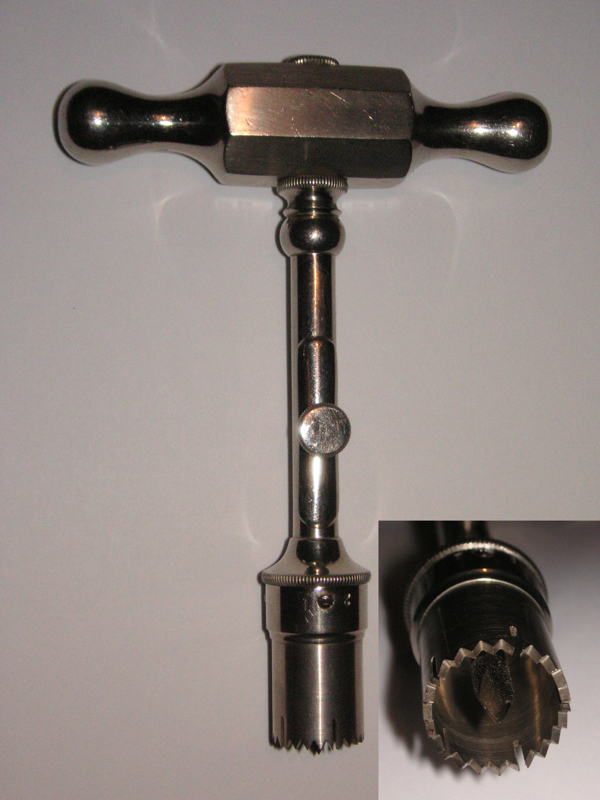
Starší provedení trepanu

Trepan je druh skalpelu s kruhovým ostřím, které je, na rozdíl od kyrety umístěno v ose rukojeti, nikoliv pod úhlem k ní. Trepany se užívají k vytváření kruhových incizí, rozrušování útvarů a vytváření řezů s pravidelným okrajem (trepanace lebky). Jako trepan se označují i speciální korunkové vrtáky pro lebeční chirurgii.